# Abtei Pécsvárad

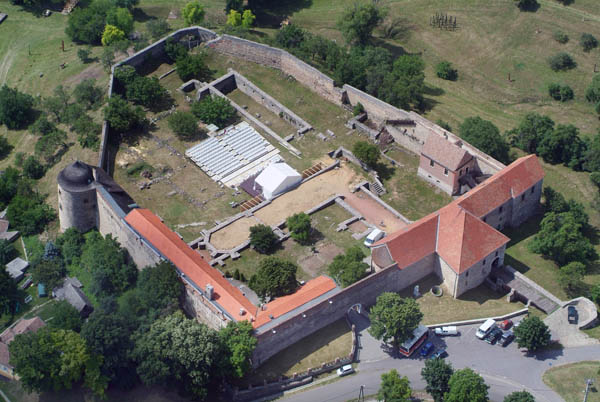
Ehemalige Benediktinerabtei Pécsvárad

Die Abtei Pécsvárad war ein Benediktinerkloster vom 11. bis zum 16. Jahrhundert in Pécsvárad, Ungarn.

## Geschichte
Die Anfänge des Klosters sind unklar. Es wurde wahrscheinlich von König Stephan I. von Ungarn gegründet, möglicherweise auf einem Königshof. Die angebliche Urkunde von 1015 mit der Ausstattung des Klosters mit 42 Dörfern wurde erst um 1220 erstellt und gibt die Verhältnisse der späteren Zeit wieder. Die Weihe der Klosterkirche ist für das Jahr 1039 überliefert, möglicherweise war das Kloster erst kurz zuvor gegründet worden.
Nach einem Brand von 1157 wurde die Anlage verstärkt, im 13. Jahrhundert wurde eine neue gotische Kirche errichtet. Von 1125 bis 1128 lebte der spätere König Béla II. im Kloster, das er danach reichlich mit Schenkungen versah. Im 14. Jahrhundert wurde der Kreuzgang erneuert und die gesamte Anlage wehrhaft verstärkt, dass sie einen burgähnlichen Charakter bekam. Im 15. Jahrhundert war die Abtei Pécsvárad eine der reichsten in Ungarn, die Äbte zählten zu den höchstrangigen Geistlichen, einige wurden sogar vom Papst bestätigt.
Nach dem Einfall der Türken in Ungarn verließen die Mönche 1539 die Abtei, 1543 wurde diese zerstört.

## Weitere Nutzung
Am Ende des 17. Jahrhunderts wurde die Anlage nicht wieder aufgebaut, die Besitzrechte an Dörfern und Land blieben aber bestehen und wurden an Titularäbte verliehen. 1729 wurden deutsche Zuwanderer angesiedelt. 1778/79 wurden die Pfründen der ehemaligen Abtei von der Kaiserin Maria Theresia zum großen Teil an die Universität Pécs gegeben. Im Klostergelände wurde eine Stiftung eingerichtet. Diese wurde 1945 aufgelöst und eine staatliche Forstverwaltung in dem Komplex untergebracht. 1957 fanden archäologische Ausgrabungen statt. 1969 wurde die Forstbehörde an einen anderen Ort verlegt. Nach weiteren archäologischen Untersuchungen 1987 wurden im folgenden Jahr ein Restaurant und ein Hotel dort errichtet.
Heute befindet sich dort ein Hotelkomplex und ein Museum zur Geschichte der Region.